# Gnaeus Domitius Ahenobarbus (Konsul 192 v. Chr.)
Gnaeus Domitius Ahenobarbus war ein römischer Politiker zu Beginn des 2. Jahrhunderts v. Chr.
196 v. Chr. war er plebejischer Ädil und erbaute auf der Tiberinsel in Rom einen Tempel für Faunus, den er als praetor urbanus 194 v. Chr. einweihte. 192 v. Chr. wurde er als erster in seiner Familie Konsul. Während seines Konsulats und im folgenden Jahr als Prokonsul kämpfte er in Oberitalien gegen die Boier. 190 v. Chr. war er Legat im Krieg gegen Antiochos III. und an der Schlacht bei Magnesia wohl entscheidend beteiligt.
Sein gleichnamiger Sohn war 162 v. Chr. Suffektkonsul.